# Кагеджет
Кагеджет — імовірний давньоєгипетський фараон, який правив наприкінці доби III династії. Єдиний артефакт, що підтверджує його існування — невеличка стела, виготовлена з вапняку з його іменем, що нині виставлена у Луврі (Париж).